# Nata et Nena
Nata et Nena sont les survivants du déluge dans la mythologie aztèque. Le dieu Tezcatlipoca en avertit ainsi Nata et Nena : « Ne perdez pas votre temps à faire du pulque, mais construisez un grand bateau avec l'arbre ahuehuete (une variété de cyprès) faites-en votre demeure quand vous verrez les eaux s'élever au ciel. Tezcatlipoca les mit aussi en garde de ne rien manger d’autre qu’un seul épi de maïs, mais ils désobéirent au dieu et mangèrent du poisson rôti qu'ils avaient pêché. Tezcatlipoca les punit alors en changeant le poisson en chiens. Ce mythe est à rapprocher de celui  de Coxcox et Xochiquetzal et de celui de Noé. Nata et Nena sont associés à Citlaltonac dans la mythologie aztèque.